# Éléphant à vapeur
 (février 2024).
Si vous disposez d'ouvrages ou d'articles de référence ou si vous connaissez des sites web de qualité traitant du thème abordé ici, merci de compléter l'article en donnant les références utiles à sa vérifiabilité et en les liant à la section « Notes et références ».
L'Éléphant à vapeur (Steam Elephant) est une locomotive à vapeur conçue en 1815 par William Chapman et John Buddle pour les houillères de Wallsend, dans le Nord de l'Angleterre.
La chaudière est à tube-foyer simple avec injection de la vapeur d'échappement dans le cheminée. L'eau d'alimentation est préchauffée autour de la cheminée. Les 2 cylindres verticaux implantés dans la chaudière entraînent les 6 roues motrices par engrenage avec un taux de réduction 1:2.
Le début de carrière de la locomotive a été compromis par la faible tenue des rails en bois, aux houillères de Wallsend puis de Washington en 1816.
Elle retourne sur la voie de Wallsend enfin équipée de rails en fer. Elle est alors reconstruite, passant de 7,5 à 9 tonnes et optant pour un entraînement direct par maneton des roues d'extrémité. Les locomotives de Wallsend restèrent en activité jusqu'au milieu des années 1820. Un exemplaire, rebaptisé Fox, a été acheté par les houillères de Hetton.